# Безымянный (Planescape)
Безымянный (англ. The Nameless One) — главный герой компьютерной игры «Planescape: Torment» и персонаж вымышленной вселенной Dungeons & Dragons в сеттинге Planescape.

## Описание
Сюжет игры Planescape: Torment вращается вокруг приключений главного героя, пытающегося постичь тайну своего прошлого. Персонаж, известный как «Безымянный» — главный герой игры, обладающий некоего рода бессмертием. Согласно сюжету, он всё ещё может умирать, но после смерти вновь возрождается в новом воплощении. Точная продолжительность его жизни и количество воплощений неизвестны, равно как и его имя, которое остаётся неизвестным на протяжении всей игры. В беседах с другими персонажами он может представляться как Адан, однако это ненастоящее имя, которое Безымянный присудил себе сам.
В прошлом, будучи ещё смертным, Безымянный совершил некое ужасное преступление, деталей которого он не помнит. За совершённые деяния Безымянный был приговорён к вечному служению в Войне Крови, глобальному конфликту, затрагивающему всю Мультивселенную. Чтобы избежать наказания и, возможно, хоть как-то искупить его, Безымянный хочет найти кого-то достаточно могущественного, способного сделать его бессмертным. Следуя советам мудреца Морта, Безымянный направляется в Серые пустоши к ночной ведьме Равель Заморочке (англ. Ravel Puzzlewell). Она согласилась сделать его бессмертным. Дабы выполнить задуманное, Рейвел отделила от Безымянного его смертность, превратив её в Трансцендентное воплощение Безымянного (англ. The Trancedent One). Однако ритуал пошёл не совсем так, как планировалось: решив проверить выполненное, ведьма убила Безымянного, однако после возрождения тот потерял память, начисто забыв все свои мотивы и став по сути новой личностью.
С тех пор прошло множество лет, за время которых Безымянный прожил жизнью множества воплощений, пытаясь по крупицам найти или вспомнить любые сведения, относящиеся к его прошлому.

## Воплощения Безымянного
Бессмертие Безымянного и память предыдущих воплощений позволяют ему быстро оттачивать свои навыки и приобретать новые, вспоминая свой предыдущий жизненный опыт. По мнению Морта, его давнего компаньона, индивидуальность Безымянного меняется с каждым новым воплощением. Предыдущие инкарнации Безымянного были очень разными людьми: волшебниками и ворами, образцами благородства и бессердечными злодеями.
В начале игры очередное воплощение Безымянного пробуждается в Мортуарии в «городе дверей» Сигиле, совершенно лишённое памяти и самоидентификации. По ходу игры выясняется, что смерть сама по себе не является причиной потери памяти. Протагонист теряет память, только если умирает в исключительных, но неизвестных на данный момент обстоятельствах.

## Отзывы и награды
Безымянный стал не менее популярным, чем сама игра «Planescape», получив огромное количество положительных отзывов. Издание Eurogamer в 2000 году присудило премию Gaming Globes award в номинации Male Lead Character. В 2009 году Безымянный вошёл в доску почёта в числе персонажей, обладающих бессмертием, по версии журнала Мир фантастики. Безымянный был положительно встречен критиками как противоположность традиционным героям RPG, признаваемым предсказуемыми благодетелями. Также журналом Empire он признан одним из лучших персонажей видео-игр, занимая 4-е место среди пятидесяти. Интернет-издание Smashinglists в своём рейтинге Top Ten Coolest Video Game Characters поместило Безымянного на 4-е место. В 2012 году, GamesRadar поместило Безымянного в рейтинг Самых запоминающихся влиятельных и задиристых персонажей (англ. Most memorable, influential, and badass).